# Antonio Cervantes
Antonio Cervantes Reyes (San Basilio de Palenque, Bolívar; 23 de diciembre de 1945), más conocido por su seudónimo «Kid Pambelé», es un exboxeador y entrenador colombiano. Estuvo activo entre las décadas de 1960 y 1980, siendo mundialmente reconocido como el mejor peso wélter junior (140 libras) de todos los tiempos y también catalogado por cronistas deportivos e historiadores como uno de los mejores libra por libra de toda la historia del boxeo. Fue incorporado al Salón Internacional de la Fama del Boxeo en 1998.
Ganó dos veces el título mundial en la categoría wélter junior. Obtuvo su primer título en 1972 cuando noqueó tras 10 asaltos a Alfonso Frazer. Cervantes mantuvo el título hasta 1976 cuando perdió con Wilfred Benítez por decisión dividida. Un año más tarde, en 1977, lo recuperó ante el puertorriqueño y lo retuvo por 3 años más hasta 1980 cuando fue derrotado por Aaron Pryor, manteniendo de esta forma el título de las 140 libras por casi nueve años.

## Orígenes
De origen afrocolombiano y de extracción humilde, nació en San Basilio de Palenque, población conocida porque allí se dio la primera rebelión de esclavos de América. Vivió su niñez y adolescencia entre su pueblo natal y el popular barrio Chambacú de Cartagena de Indias. De niño fue lustrador de zapatos y vendedor de pescado

## Carrera
A los dieciocho años empezó a boxear. Solo realizó tres peleas como aficionado, ganando dos y perdiendo una. Se inició como profesional el 31 de enero de 1964 al vencer a Juan Martínez por decisión en seis asaltos. Su estilo deslucido generaba rechazo entre el público cartagenero. En sus comienzos era un púgil del montón que peleaba en caseríos remotos. Una noche llegó al colmo de apostar dinero por su propia derrota, lo cual le costó una sanción de la Federación Colombiana de Boxeo. 
Por eso se fue para Venezuela, donde en 1967 ingresó a la cuerda del empresario venezolano Ramiro Machado, donde fue pulido por el entrenador Melquíades "Tabaquito" Sanz.
Sus primeras 32 peleas como profesional fueron en Colombia, ganó 27, perdió 4 y empató una. El 25 de noviembre de 1968, en Caracas, Cervantes noqueó a Orlando Ruiz en el primer asalto en su primera pelea en el extranjero. Tres días después derrotó a Néstor Rojas en una decisión en diez asaltos.
El 23 de diciembre de 1968 sufrió su primera derrota por nocaut cuando Cruz Marcano, un fiero peleador de la época, lo venció en cuatro asaltos en Caracas.
En 1969 ganó cinco peleas y perdió dos, realizando sus peleas entre Colombia y Venezuela, y perdiendo una decisión en diez asaltos contra el excampeón mundial Antonio Gómez.
En 1970, se radicó en Los Ángeles. En su primera pelea derrotó a José Rodríguez por nocaut en el primer asalto en San José, el 17 de diciembre. Venció por nocaut en ocho asaltos a Rodolfo "Gato" González, un boxeador mexicano muy famoso de la época. Después de esto y de una victoria en 1971 sobre el argentino Enrique Jana, Cervantes fue clasificado como wélter junior por el CMB. Pambelé tuvo su primera oportunidad por un título mundial el 11 de diciembre de 1971, cuando se enfrentó por el título de los wélter junior ante el campeón argentino Nicolino Locche. El combate se efectuó en el mítico estadio Luna Park de Buenos Aires, donde el colombiano perdió por decisión unánime de los jueces, quienes vieron ganador al "intocable" Locche en todos los 15 asaltos del combate. 

### Campeonato mundial
En 1972, después de ganar cuatro peleas, Cervantes, que estaba de regreso en Colombia, tuvo otra oportunidad de título mundial contra Alfonso "Pepermint" Frazer, quien había destronado a Locche. El 28 de octubre de 1972, Antonio Cervantes consiguió el primer título mundial de boxeo para Colombia al noquear en diez asaltos a Frazer en el Gimnasio Nuevo Panamá de la ciudad de Panamá. 
Inmediatamente se convirtió en un héroe nacional en Colombia, y muchas empresas anunciaron sus productos en sus pantaloncillos de boxeo.
En marzo de 1973, en su segunda defensa del título, venció a Locche en la Maestranza César Girón de Maracay, Venezuela. En esa ocasión, la historia fue completamente diferente: Locche fue apabullado por Pambelé y, a causa de que sangraba profusamente por una cortada sobre su ojo izquierdo, los séconds del argentino tiraron la toalla al comienzo del décimo asalto, lo que generó la impotencia y el llanto de Locche, y un verdadero pandemonio en el ring. 
Cervantes también noqueó en cinco asaltos a Peppermint Frazer en una publicitada revancha. La preparación del retador se llevó a cabo en el fuerte militar Cimarrón, donde fue concentrado a instancias del hombre fuerte de Panamá, el general Omar Torrijos. En ese entonces, el boxeo era cuestión de estado en Panamá.
Pambelé venció por knockout en trece asaltos a Josué Márquez en Puerto Rico (primera pelea de título mundial celebrada en el coliseo Roberto Clemente) y por decisión en 15 asaltos al futuro campeón mundial ligero Esteban De Jesús. 
En diez ocasiones, en un lapso de tres años, defendió Pambelé con éxito su título orbital conseguido en 1972, pero el 6 de marzo de 1976 lo perdió ante el puertorriqueño Wilfred Benítez por decisión dividida de los jueces en quince asaltos. Benítez, de 17 años, se convirtió en el campeón mundial más joven de la historia, marca que no ha sido superada.
Un año después, el 25 de junio de 1977, en Maracaibo, Venezuela, recuperó el cinturón de los wélter junior versión Asociación Mundial de Boxeo cuando el árbitro lo salvó en el descanso del 5° al 6° round, levantando su mano cuando su rincón estaba a punto de tirar la toalla contra Carlos María Giménez. El título wélter junior de la AMB se encontraba vacante luego de que Wilfred Benítez fuera despojado del mismo por negarse a defender su corona ante Pambelé. Cervantes revalidó el título en seis defensas efectuadas a lo largo de tres años realizando una pelea sin título en juego ante el futuro campeón de esa misma división pero versión Consejo Mundial de Boxeo, el jamaicano Saoul Mamby, a quien derrotó por puntos. Su segundo reinado lo llevó a países como Tailandia, Sudáfrica y Corea del Sur, entre otros. En esa época se habló mucho de una superpelea contra el campeón ligero Roberto Durán, quien estaba subiendo de categoría. En cambio, Durán decidió retar a Sugar Ray Leonard, y la pelea Cervantes contra Durán nunca se materializó.
Pambelé perdió definitivamente el título al caer noqueado por Aaron Pryor en Cincinnati, el 2 de agosto de 1980. Cervantes derribó a Pryor en el primer asalto, pero el estadounidense se recuperó y noqueó a su oponente en el cuarto. Esa fue la última pelea de Cervantes por título mundial. Peleó dos veces más por el título Fecarbox del CMB, y ganó en ambas ocasiones poco antes de retirarse en 1980.
Sin embargo, Cervantes volvió del retiro debido a problemas financieros y siguió boxeando hasta 1983, ganando cuatro peleas y perdiendo la última, una decisión unánime en diez asaltos contra Danny Sánchez el 9 de diciembre de 1983 en Miami.
En total, Cervantes realizó veintiún combates de título mundial, de los cuales dieciocho correspondieron a defensas de su título mundial. Fue campeón de las 140 libras durante casi ocho años (lo retuvo hasta 1976, lo recuperó en 1977 y lo perdió definitivamente en 1980), lo que le valió un puesto en el Salón de la Fama del Boxeo, al cual fue exaltado en octubre de 1998. Pambelé es considerado el mejor wélter junior de la historia. En 2000, fue declarado el Boxeador del Siglo de Colombia por la Federación Colombiana de Boxeo y la Asociación nacional de Boxeo Profesional. Por dicho premio, la AMB le entregó un cinturón conmemorativo especial.
Se cree que a lo largo de su carrera, logró ganar de 2 a 8 millones de dólares.

## Vida personal
Su vida fuera del deporte ha estado signada por los escándalos y por su adicción a las drogas alucinógenas (bazuco). Durante los Juegos Centroamericanos y del Caribe de 2006 que se llevaron a cabo en Cartagena, Pambelé protagonizó un combate callejero contra un espectador cuando ambos se disponían a ingresar al estadio para presenciar un partido de béisbol.
Es mejor ser rico que pobre. Una frase que se le atribuye y se hizo famosa en 2009  
https://www.eje21.com.co/2017/05/ni-maturana-ni-pambele-son-duenos-de-las-frases-que-les-viven-atribuyendo/

## Registro profesional
Hay mucho debate respecto al récord oficial de Pambelé, ya que muchas de sus peleas no se pueden confirmar, por lo que expertos llegaron a la conclusión que se trataban de peleas que nunca pasaron o se sacaron de su récord amateur para agrandar su récord profesional.
| 67 Ganadas (37 KOs), 12 Derrotas, 1 Empates |         |                      |                                         |                 |            |                         |                                                                               |
| Resultado                                   | Récord  | Rival                | Método                                  | Asalto - Tiempo | Fecha      | Localización            | Título                                                                        |
| D                                           | 67-12-1 | Danny Sanchez        | UD                                      | 12              | 29-12-1983 | Miami, EE. UU.          |                                                                               |
| G                                           | 67-11-1 | Sergio Álvarez       | TKO                                     | 11, (12)        | 30-07-1983 | Cartagena, Colombia     | Retiene el título CMB FEDECARBOX del Peso superligero                         |
| G                                           | 66-11-1 | Jerome Artis         | PTS                                     | 12              | 26-03-1983 | Cartagena, Colombia     | Gana el título CMB FEDECARBOX del Peso superligero                            |
| G                                           | 65-11-1 | Jerome Artis         | PTS                                     | 10              | 02-04-1982 | Cartagena, Colombia     |                                                                               |
| G                                           | 64-11-1 | Lennox Blackmoore    | KO                                      | 9, (10)         | 04-12-1981 | Bogotá, Colombia        |                                                                               |
| D                                           | 63-11-1 | Aaron Pryor          | KO                                      | 4, (15) 1:47    | 02-08-1980 | Cincinnati, EE. UU.     | Pierde el título Mundial AMB y de The Ring del Peso superligero               |
| G                                           | 63-10-1 | Miguel Montilla      | TKO                                     | 7, (15) 1:28    | 29-03-1980 | Cartagena, Colombia     | Defiende título mundial AMB, The Ring y Lineal en peso superligero.           |
| G                                           | 62-10-1 | Kwang Min Kim        | SD(Decisión dividida)                   | 15              | 25-08-1979 | Seúl, Corea del Sur     | Defiende título mundial AMB, The Ring y Lineal en peso superligero.           |
| G                                           | 61-10-1 | Miguel Montilla      | UD                                      | 15              | 18-01-1979 | Nueva York, EE. UU.     | Defiende título mundial AMB, The Ring y Lineal en peso superligero.           |
| G                                           | 60-10-1 | Norman Sekgapane     | TKO                                     | 9, (15)         | 26-08-1978 | Mmabatho, Sudáfrica     | Defiende título mundial AMB, The Ring y Lineal en peso superligero.           |
| G                                           | 59-10-1 | Tongta Kiatvayupakdi | KO                                      | 6, (15) 2:40    | 28-04-1978 | Udon Thani, Tailandia   | Retiene los títulos Mundiales de la AMB y de The Ring del Peso superligero    |
| G                                           | 58-10-1 | Johnny Copeland      | KO                                      | 3, (10) 2:00    | 18-03-1978 | Cartagena, Colombia     |                                                                               |
| G                                           | 57-10-1 | Adriano Marrero      | UD                                      | 15)             | 05-11-1977 | Maracay, Venezuela      | Retiene los títulos Mundiales de la AMB y de The Ring del Peso superligero    |
| G                                           | 56-10-1 | Carlos Maria Gimenez | RTD(Parada injustamente por el árbitro) | 5, (15)         | 25-06-1977 | Maracaibo, Venezuela    | Gana los títulos Mundiales Vacantes de la AMB de The Ring de Peso superligero |
| G                                           | 55-10-1 | Adriano Marrero      | UD                                      | 10              | 19-03-1977 | Maracay, Venezuela      |                                                                               |
| G                                           | 54-10-1 | Saoul Mamby          | UD                                      | 10              | 13-11-1976 | Maracay, Venezuela      |                                                                               |
| G                                           | 53-10-1 | Ariel Maciel         | KO                                      | 2, (10) 1:25    | 16-10-1976 | Maracay, Venezuela      |                                                                               |
| G                                           | 52-10-1 | Beau Jaynes          | KO                                      | 1, (10) 0:45    | 17-07-1976 | Maracay, Venezuela      |                                                                               |
| G                                           | 51-10-1 | Javier Ayala         | KO                                      | 1, (10) 2:39    | 23-05-1976 | Maracay, Venezuela      |                                                                               |
| D                                           | 50-10-1 | Wilfred Benitez      | SD(Decisión dividida)                   | 15              | 06-03-1976 | San Juan, Puerto Rico   | Pierde los títulos Mundiales de la AMB y de The Ring Peso superligero         |
| G                                           | 50-9-1  | Hector Thompson      | RTD(Parada Por la esquina)              | 7, (15) 3:00    | 15-11-1975 | Panamá, Panama          | Retiene los títulos Mundiales de la AMB y de The Ring del Peso superligero    |
| G                                           | 49-9-1  | Kiyoshi Kazama       | TKO                                     | 6, (10)         | 20-09-1975 | Caracas, Venezuela      |                                                                               |
| G                                           | 48-9-1  | Esteban de Jesús     | UD                                      | 15              | 17-05-1975 | Panamá, Panama          | Retiene los títulos Mundiales de la AMB y de The Ring del Peso superligero    |
| G                                           | 47-9-1  | Ray Chávez Guerrero  | KO                                      | 2, (10)         | 15-03-1975 | Caracas, Venezuela      |                                                                               |
| G                                           | 46-9-1  | Shinichi Kadota      | KO                                      | 8, (15) 1:42    | 26-10-1974 | Nihon, Japón            | Retiene los títulos Mundiales de la AMB y de The Ring del Peso superligero    |
| G                                           | 45-9-1  | Victor Ortiz         | KO                                      | 2, (15) 2:45    | 27-07-1974 | Cartagena, Colombia     | Retiene los títulos Mundiales de la AMB y de The Ring del Peso superligero    |
| G                                           | 44-9-1  | Pedro Adigue Jr      | KO                                      | 4, (10)         | 08-06-1974 | Maracay, Venezuela      |                                                                               |
| G                                           | 43-9-1  | Chang-Kil Lee        | KO                                      | 6, (15) 2:59    | 02-03-1974 | Cartagena, Colombia     | Retiene los títulos Mundiales de la AMB y de The Ring del Peso superligero    |
| G                                           | 42-9-1  | Lion Furuyama        | UD                                      | 15              | 05-12-1973 | Panamá, Panama          | Retiene los títulos Mundiales de la AMB y de The Ring del Peso superligero    |
| G                                           | 41-9-1  | Carlos Maria Gimenez | TKO                                     | 5, (15) 1:45    | 08-09-1973 | Bogotá, Colombia        | Retiene los títulos Mundiales de la AMB y de The Ring del Peso superligero    |
| G                                           | 40-9-1  | Ray Mercado          | TKO                                     | 5, (10) 1:30    | 20-07-1973 | Barranquilla, Colombia  |                                                                               |
| G                                           | 39-9-1  | Alfonso Frazer       | TKO                                     | 5, (15) 1:38    | 19-05-1973 | Panamá, Panama          | Retiene los títulos Mundiales de la AMB y de The Ring del Peso superligero    |
| G                                           | 38-9-1  | Benny Huertas        | KO                                      | 1, (10) 2:25    | 28-04-1973 | Cali, Colombia          |                                                                               |
| G                                           | 37-9-1  | Nicolino Locche      | RTD(Parada por la esquina)              | 9, (15) 3:00    | 17-03-1973 | Maracay, Venezuela      | Retiene los títulos Mundiales de la AMB y de The Ring del Peso superligero    |
| G                                           | 36-9-1  | Josue Márquez        | SD(Decisión dividida)                   | 15              | 15-02-1973 | San Juan, Puerto Rico   | Retiene los títulos Mundiales de la AMB y de The Ring del Peso superligero    |
| G                                           | 35-9-1  | Alfonso Frazer       | KO                                      | 10, (15) 1:15   | 28-10-1972 | Panamá, Panama          | Gana el título Mundial AMB y de The Ring del Peso superligero                 |
| G                                           | 34-9-1  | Lupe Ramírez         | PTS                                     | 10              | 19-08-1972 | Maracay, Venezuela      |                                                                               |
| G                                           | 33-9-1  | Frank Medina         | KO                                      | 8, (10)         | 26-04-1972 | Barranquilla, Colombia  |                                                                               |
| G                                           | 32-9-1  | Jose Escudero        | KO                                      | 1, (10)         | 10-03-1972 | Barranquilla, Colombia  |                                                                               |
| D                                           | 31-9-1  | Nicolino Locche      | UD                                      | 15              | 11-12-1971 | Buenos Aires, Argentina | Pelea por los títulos Mundial AMB y de The Ring del Peso superligero          |
| G                                           | 31-8-1  | Julio Viera          | UD                                      | 10              | 18-10-1971 | Caracas, Venezuela      |                                                                               |
| G                                           | 30-8-1  | Gerardo Ferrat       | UD                                      | 10              | 10-07-1971 | Valencia, Venezuela     |                                                                               |
| G                                           | 29-8-1  | Lupe Ramirez         | UD                                      | 10              | 28-05-1971 | Caracas, Venezuela      |                                                                               |
| G                                           | 28-8-1  | Enrique Jana         | KO                                      | 8, (10) 2:10    | 18-02-1971 | Los Ángeles, EE. UU.    |                                                                               |
| G                                           | 27-8-1  | Rodolfo González     | KO                                      | 8, (10)         | 17-12-1970 | Los Ángeles, EE. UU.    |                                                                               |
| G                                           | 26-8-1  | Jorge Rodriguez      | KO                                      | 8, (10)         | 06-11-1970 | San José, EE. UU.       |                                                                               |
| G                                           | 25-8-1  | Diego Tovar          | KO                                      | 1, (10) 2:42    | 23-03-1970 | Caracas, Venezuela      |                                                                               |
| G                                           | 24-8-1  | Pedro Chirinos       | PTS                                     | 10              | 20-02-1970 | Caracas, Venezuela      |                                                                               |
| D                                           | 23-8-1  | Antonio Gómez        | PTS                                     | 10              | 10-1-1969  | Caracas, Venezuela      |                                                                               |
| G                                           | 23-7-1  | Orlando Rivas        | KO                                      | 2, (10)         | 15-08-1969 | Caracas, Venezuela      |                                                                               |
| D                                           | 22-7-1  | Francisco Bolívar    | PTS                                     | 10              | 21-07-1969 | Caracas, Venezuela      |                                                                               |
| G                                           | 22-6-1  | Milton Méndez        | PTS                                     | 10              | 04-06-1969 | Cartagena, Colombia     |                                                                               |
| G                                           | 21-6-1  | Frank Leroy          | KO                                      | 2, (10)         | 15-04-1969 | Caracas, Venezuela      |                                                                               |
| G                                           | 20-6-1  | Jesus Gonzalez       | TKO                                     | 2, (10)         | 09-02-1969 | Cartagena, Colombia     |                                                                               |
| D                                           | 19-6-1  | Cruz Marcano         | KO                                      | 4, (10)         | 20-12-1968 | Caracas, Venezuela      |                                                                               |
| G                                           | 19-5-1  | Orlando Ruiz         | KO                                      | 1, (10)         | 25-11-1968 | Caracas, Venezuela      |                                                                               |
| G                                           | 18-5-1  | Jose Godoy           | PTS                                     | 8               | 31-08-1968 | Bogotá, Colombia        |                                                                               |
| G                                           | 17-5-1  | Heliodoro Pitalua    | PTS                                     | 10              | 21-01-1968 | Cartagena, Colombia     |                                                                               |
| G                                           | 16-5-1  | Rafa Rojas           | KO                                      | 5, (8)          | 05-08-1967 | Barranquilla, Colombia  |                                                                               |
| D                                           | 15-5-1  | Néstor Rojas         | PTS                                     | 8               | 19-06-1967 | Caracas, Venezuela      |                                                                               |
| G                                           | 15-4-1  | Reynaldo López       | PTS                                     | 10              | 03-06-1967 | San Andrés, Colombia    |                                                                               |
| G                                           | 14-4-1  | Heliodoro Pitalua    | PTS                                     | 10              | 20-05-1967 | San Andrés, Colombia    |                                                                               |
| D                                           | 13-4-1  | Heliodoro Pitalua    | PTS                                     | 8               | 02-04-1967 | Cartagena, Colombia     |                                                                               |
| D                                           | 13-3-1  | Victor Cano          | PTS                                     | 8               | 03-02-1967 | Bogotá, Colombia        |                                                                               |
| D                                           | 13-2-1  | Cipriano Zuluaga     | PTS                                     | 10              | 06-11-1966 | Montería, Colombia      |                                                                               |
| D                                           | 13-1-1  | Cipriano Zuluaga     | PTS                                     | 10              | 23-09-1966 | Montería, Colombia      |                                                                               |
| E                                           | 13–0–1  | Reynaldo Lopez       | Decisión                                | 8               | 29-07-1966 | Cartagena, Colombia     |                                                                               |
| G                                           | 13-0    | Jose Zuniga          | PTS                                     | 6               | 24-06-1966 | Cartagena, Colombia     |                                                                               |
| G                                           | 12-0    | Jose Godoy           | PTS                                     | 6               | 24-05-1966 | Calamar, Colombia       |                                                                               |
| G                                           | 11-0    | Jesus Cárdenas       | KO                                      | 7, (10)         | 10-05-1966 | Turbaco, Colombia       |                                                                               |
| G                                           | 10-0    | Jose Godoy           | PTS                                     | 6               | 29-04-1966 | Cartagena, Colombia     |                                                                               |
| G                                           | 9-0     | Antonio Yi           | PTS                                     | 6               | 19-03-1966 | Cartagena, Colombia     |                                                                               |
| G                                           | 8-0     | Rafael Donado        | KO                                      | 2, (6)          | 19-01-1966 | Cartagena, Colombia     |                                                                               |
| G                                           | 7-0     | Antonio Yi           | PTS                                     | 6               | 02-10-1965 | Barranquilla, Colombia  |                                                                               |
| G                                           | 6-0     | Felix Salgado        | PTS                                     | 4               | 20-06-1964 | Barranquilla, Colombia  |                                                                               |
| G                                           | 5-0     | Oscar Gonzalez       | PTS                                     | 8               | 05-05-1964 | Medellín, Colombia      |                                                                               |
| G                                           | 4-0     | Rodolfo Marquez      | KO                                      | 3, (6)          | 21-04-1964 | Maria La Baja, Colombia |                                                                               |
| G                                           | 3-0     | Rodolfo Marquez      | PTS                                     | 6               | 20-03-1964 | Valledupar, Colombia    |                                                                               |
| G                                           | 2-0     | Rodolfo Marquez      | PTS                                     | 4               | 28-02-1964 | Valledupar, Colombia    |                                                                               |
| G                                           | 1-0     | Juan Martínez        | PTS                                     | 6               | 31-01-1964 | Cereté, Colombia        |                                                                               |

| Predecesor: Alfonso Frazer  | Campeón Mundial Wélter Junior de la AMB 28 de octubre de 1972 – 6 de marzo de 1976 | Sucesor: Wilfred Benítez |
| Predecesor: Wilfred Benítez | Campeón Mundial Wélter Junior de la AMB 25 de junio de 1977 – 2 de agosto de 1980  | Sucesor: Aaron Pryor     |